# Ульвофіцієві
Ульвофіцієві (Ulvophyceae) — клас відділу
Chlorophyta. Більшість членів морські, і більшість представників зелених морських водоростей, зокрема відомі різновиди Ulva, Acetabularia і Caulerpa, розміщені в цьому класі. З другого боку, інші класи відділу Chlorophyta (Chlorophyceae і Trebouxiophyceae), як і Streptophytes, складаються здебільш з неморських організмів. У класифікаціях, заснованих на морфології і ультраструктурі, Ulvophyceae були відокремлені від інших Chlorophytae здебільшого на підставі ознак, пов'язаних із мітозом, цитокінезом і джгутиковим апаратом зооспор і статевих клітин. У молекулярних аналізах, проте, взаємовідношення між класами Chlorophyte менш ясні. Крім того, «сіфонові» ряди Ulvophyceae (Cladophorales, Dasycladales, Caulerpales) важко порівняти один з одним та з іншими Ulvophyceae (ряди Ulotrichales і Ulvales), різниця між ними досить велика. Все ще існує питання чи Ulvophyceae — монофілетична група і як вона належить до інших Chlorophyta, можливо «сифонові» ряди складають окрему групу.
Ulvophytes досить різноманітні по їх морфології і середовищу. Хоча більшість членів морські, деякі, наприклад Cladophora, Rhizoclonium і Pithophora, живуть в прісній воді і в деяких випадках вважаються шкідливими.
До цього класи належать такі відомі водорості як морський салат (Ulva), улотрикс (Ulothrix) і каулерпа (Caulerpa).